# Sympycnus du
Sympycnus du är en tvåvingeart som beskrevs av Charles Howard Curran 1929. Sympycnus du ingår i släktet Sympycnus och familjen styltflugor.
Artens utbredningsområde är Kongo. Inga underarter finns listade i Catalogue of Life.